# 285P/LINEAR
285P/LINEAR è una cometa periodica appartenente alla famiglia delle comete gioviane; la cometa è stata scoperta il 19 ottobre 2003, la sua riscoperta l'8 maggio 2013 ha permesso di numerarla.